# Намибе
Намибе је главни град Покрајине Намибе у Анголи. Намибе се налази на југозападу Анголе и основан је 1840.
Данас град има око 150.000 становника. 

## Географија

### Клима
Намибе има свежу сушну климу и пустињску вегетацију.

## Историја
Град је основан од стране Бразилаца 1840. Намибе је 1905. спојен пругом са Меногве, 755 km источно.

## Привреда

### Саобраћај
Намиб је асфалтним путем спојен са градовима Томбва, Лубанго и Лукира.
Намибе је трећа по важности лука у Анголи, после Луанде и Лобито. Данас се лука најчешће користи за превоз уловљене рибе из океана. Најважнији производ у Намибеу је управо риба, као и производња брашна и уља.
Седам километара јужно од града се налази Намибски аеородром. Стари Јуриј Гагарин аеородром налази се само 1,7 km од центра града и спаја град са остатком државе.
Намиб представља крајњи део јужне пруге анголске железнице.